# 力流法
力流法是一种描述和分析力在构件中传递行为的结构设计方法。它把力的传递视如水的流动（力流），用力线表示力流的路径，力线的疏密代表力流密度，亦即应力的大小。
杨文彬認為力流有两个重要特性：
1. 力流优先走较短路径（力流最短路徑準則）。
2. 力线总是封闭的。

陳貽伍認為力流法主要包括以下三點：
1. 力在系統中的傳遞是透過各构件的接觸面來傳遞，力流不會在某一构件中突然消失。
2. 力在機械系統中所經過的路線，會走最短的路徑（力流最短路徑準則）。
3. 力在機械系統的傳遞方向，是由被動件到主動件。

力流法在机械、土木、航空和力学领域已有大量研究。土木工程结构分析时，就有通过力流图来解析结构在建筑中的效用。在机械工程等领域也有广泛应用，已是结构设计学中的一个方法。